# Guioa acutifolia
Guioa acutifolia är en kinesträdsväxtart som beskrevs av Ludwig Radlkofer. Guioa acutifolia ingår i släktet Guioa och familjen kinesträdsväxter. Inga underarter finns listade i Catalogue of Life.